# Magyarországi turisztikai látnivalók listája
Ez a lista Magyarország ismert turisztikai látnivalóit tartalmazza (műemlékek, természeti értékek, programok). A múzeumokat, kiállítóhelyeket, tájházakat a Magyarországi múzeumok listája tartalmazza. A régiók sorrendje a NUTS felosztását követi.
(A listába csak már létező szócikkeket vegyél fel! Ha szeretnél egy helyről írni, előbb írj róla, és csak utána illeszd a listába!)

## Közép-Magyarország(HU1)

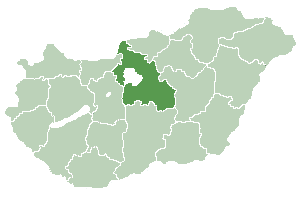
Budapest és Pest vármegye

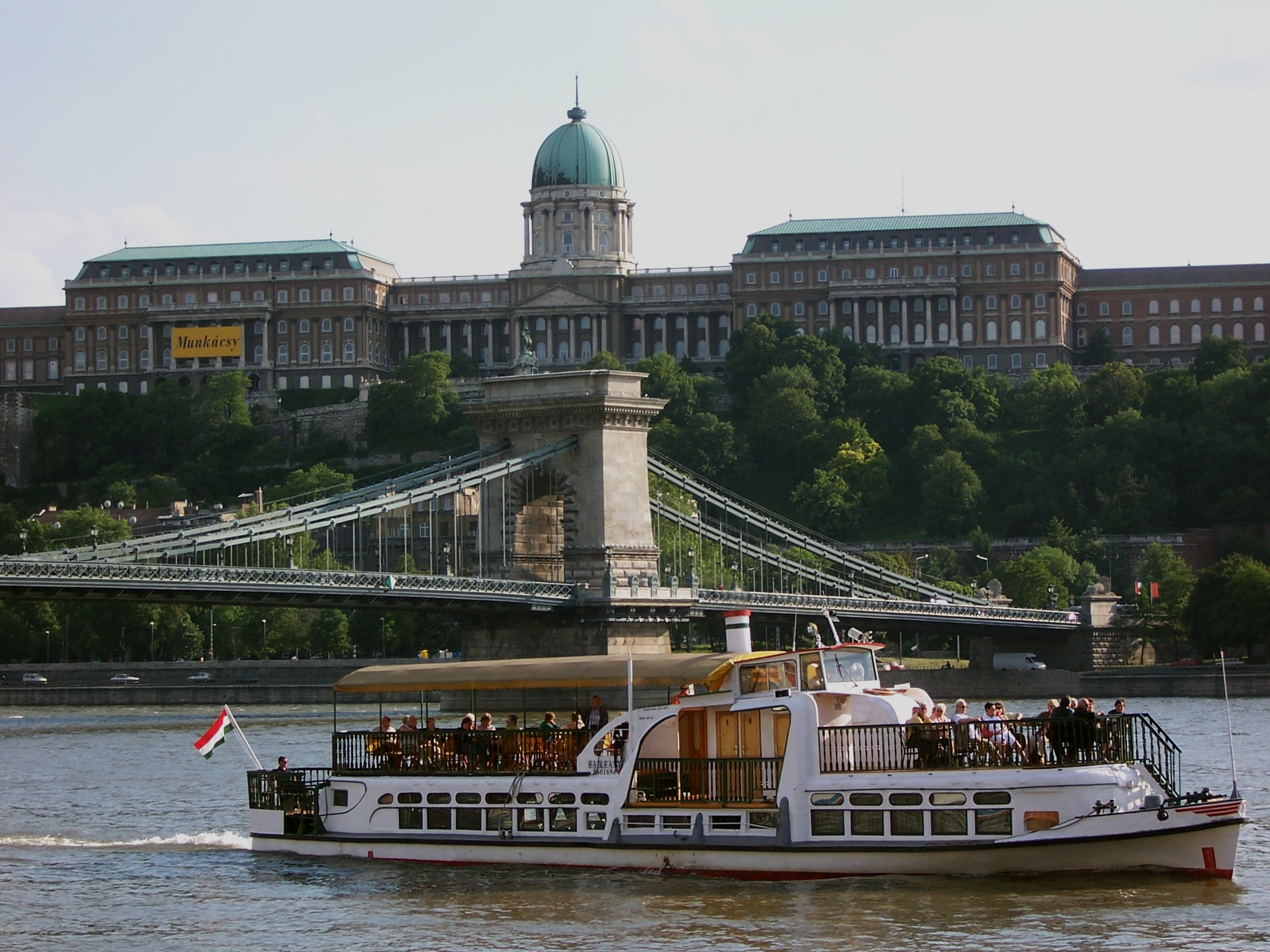
A Lánchíd, háttérben a Budavári Palotával

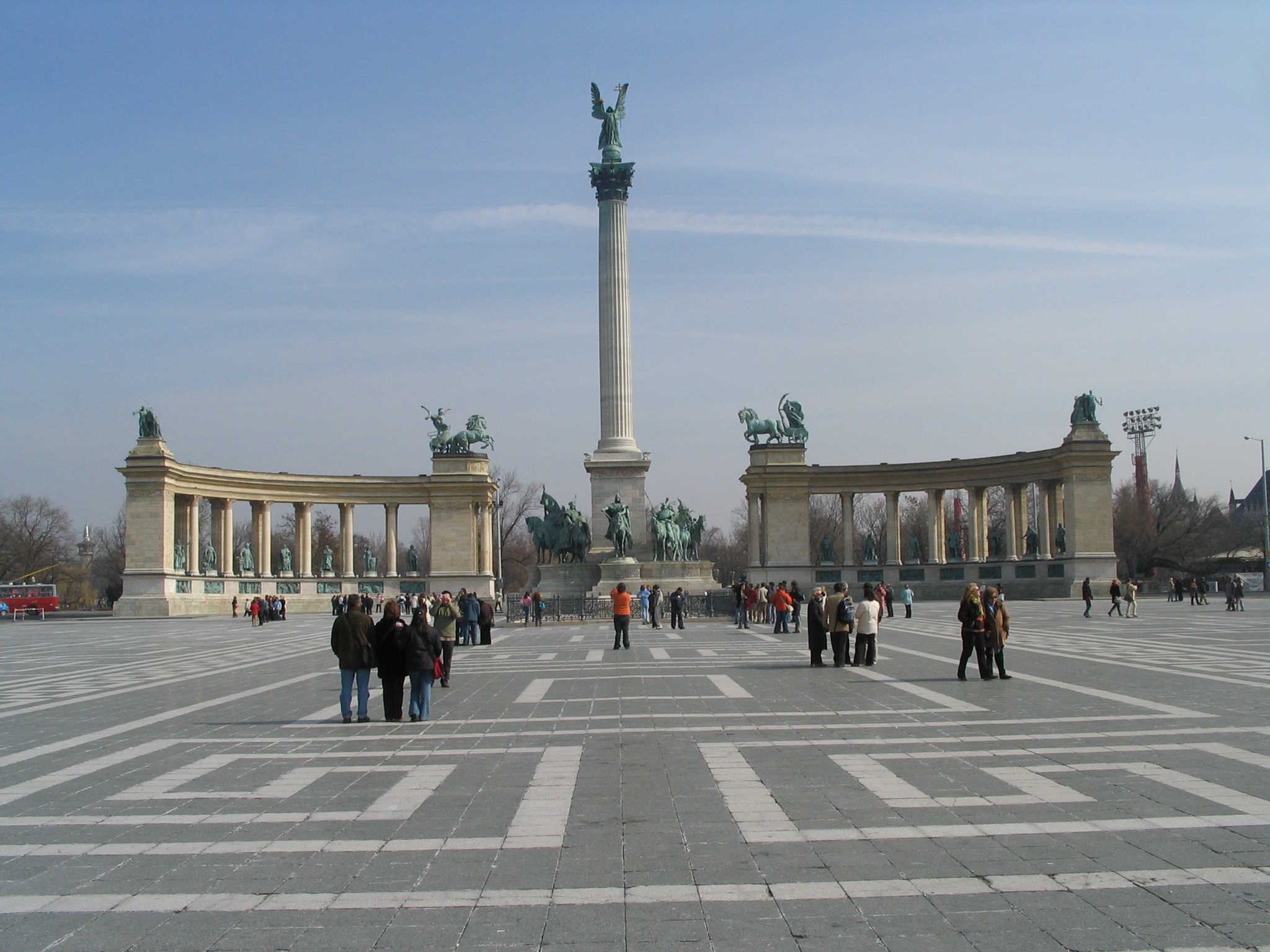
A Millenniumi emlékmű a Hősök terén

### Budapest
- Andrássy út az Operaházzal (a világörökség része)
- Aquincum
- Batthyány-örökmécses
- Budai Várnegyed (a világörökség része)
- Budaszentlőrinci pálos kolostor
- Dohány utcai zsinagóga
- Fővárosi Állat- és Növénykert
- Gellért-hegy a Citadellával
- Gresham-palota
- Gül Baba türbéje
- Hősök tere a Millenniumi emlékművel (a világörökség része)
- Magyar Tudományos Akadémia
- Margit-sziget
- Merzse-mocsár
- Millenniumi Földalatti Vasút (a világörökség része)
- Országház
- Pál-völgyi-barlangrendszer
- Szemlő-hegyi-barlang
- Szent István-bazilika
- Széchenyi lánchíd
- Memento Park
- Tamariska-domb
- Városliget a Vajdahunyad várával
- Wenckheim-palota
- Zeneakadémia

Lásd még: Budapest turisztikai látnivalóinak listája

### Pest vármegye
Budapesti agglomeráció
- Érd – Kutyavár

Visegrádi-hegység
- Pilis hegység
- Ördögmalom-vízesés
- Rám-szakadék

Lásd még: Pest vármegye turisztikai látnivalóinak listája

## Közép-Dunántúl(HU21)

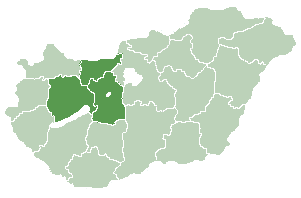
Közép-Dunántúl

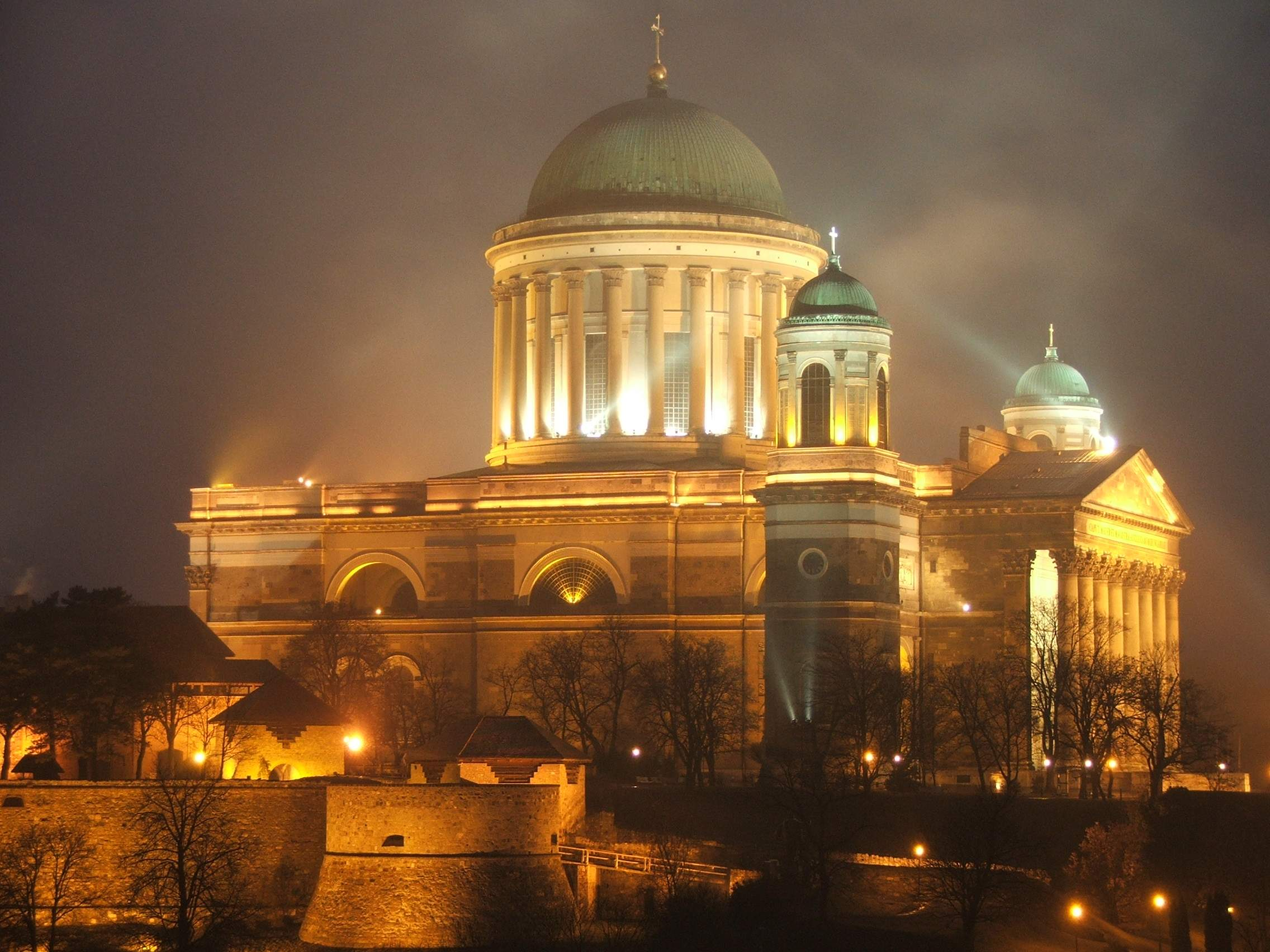
A kivilágított Esztergomi Bazilika

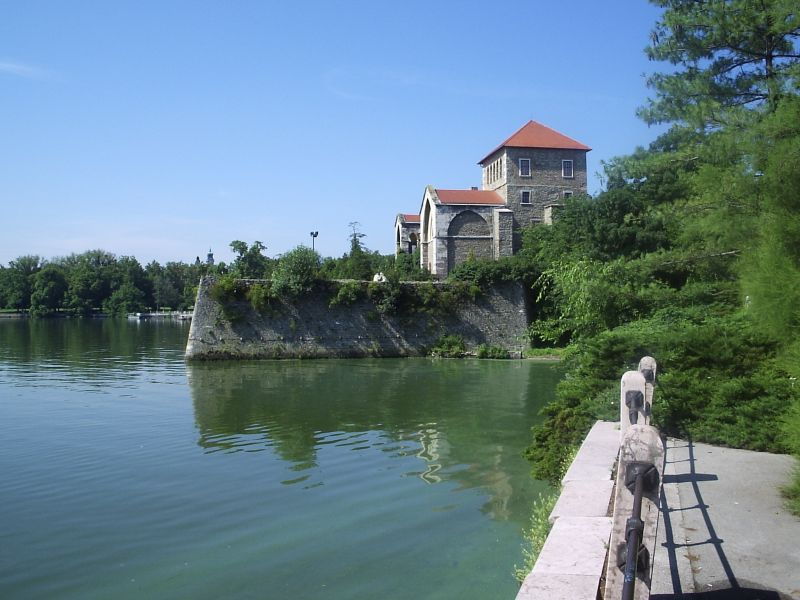
A tatai vár az Öreg-tóval

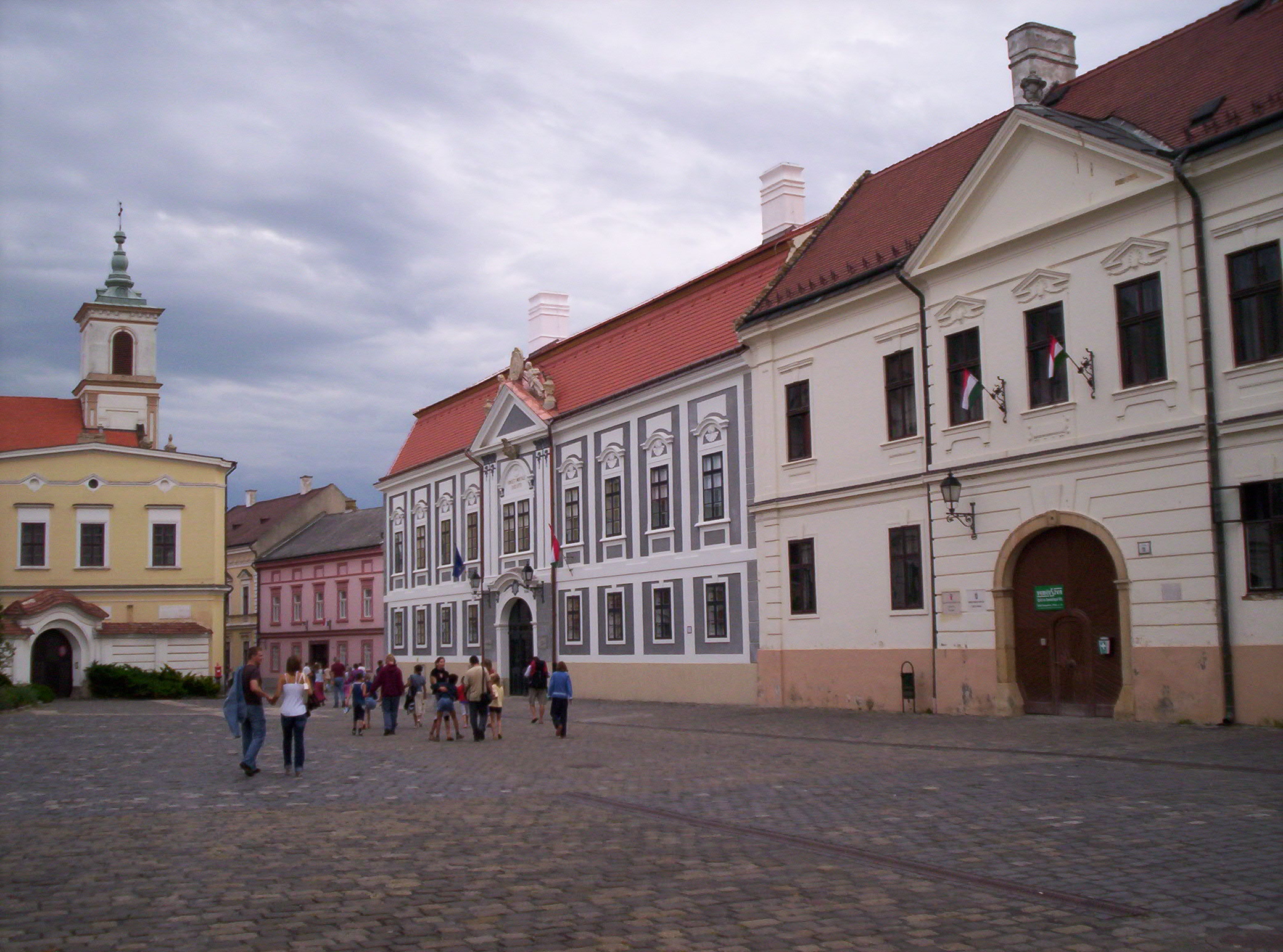
Veszprém belvárosa

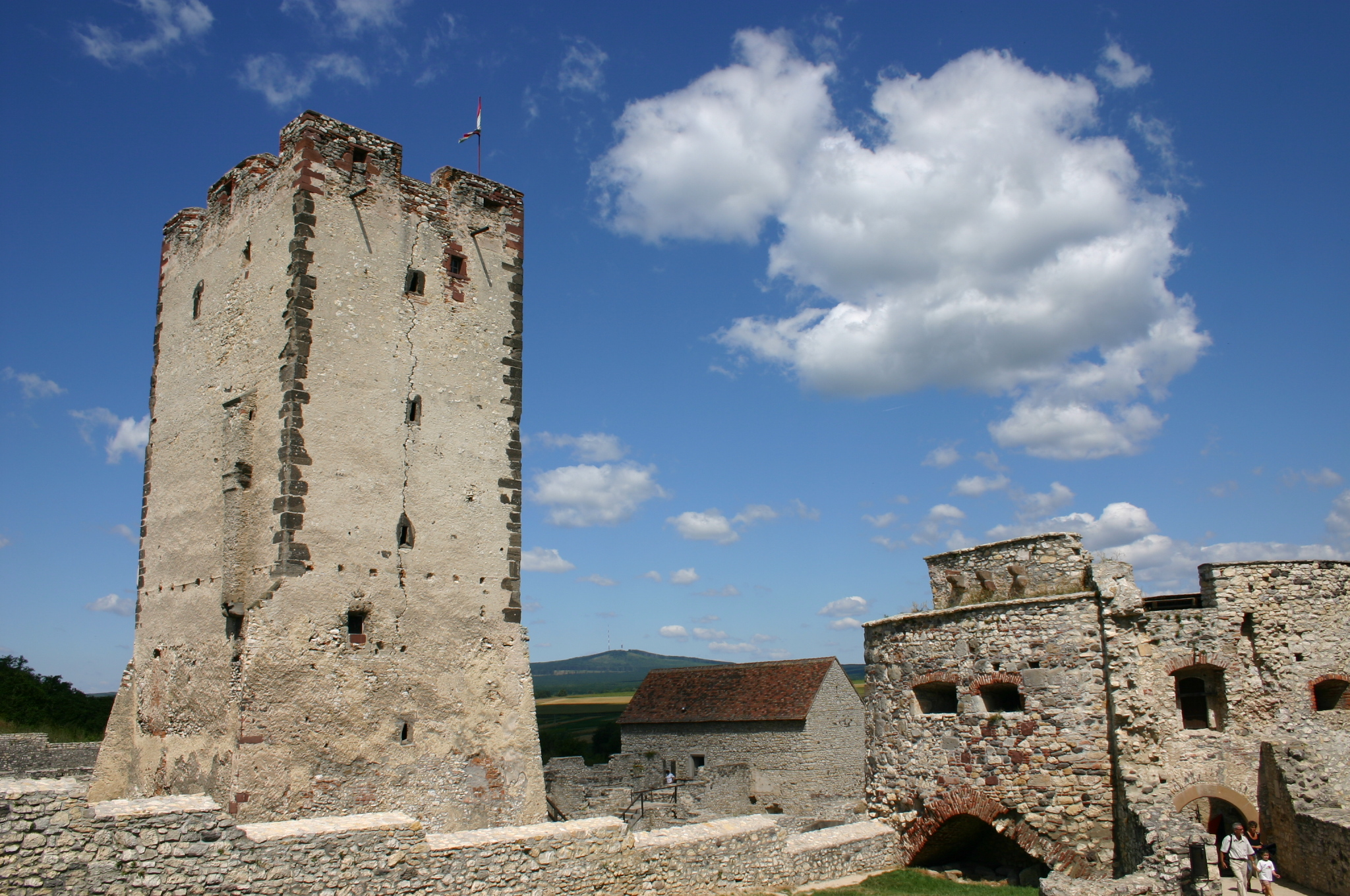
A nagyvázsonyi Kinizsi-vár

### Komárom-Esztergom vármegye
Esztergom
- Esztergomi bazilika
- Ószeminárium
- Szent István tér
- Esztergomi vár
- Víziváros
  - Prímási palota
  - Özicseli Hadzsi Ibrahim-dzsámi
- Királyi városrész
- Szent Anna-templom
- Becket Szent Tamás-kápolna (Fájdalmas Szűz)
- Esztergom-Kertváros – a Duna–Ipoly Nemzeti Park bemutatóközpontja és tanösvénye
- Búbánatvölgy
- Mária Valéria híd

Tata
- Öreg-tó
- Tatai vár
- Esterházy-kastély
- Kálvária-domb
- Angolkert

Tatabánya és környéke
- Gesztesi vár
- Bódis-hegy
- Szelim-lyuk
- Körtvélyesi erdei temető
- Vitányvár

Oroszlány
- Majki műemlékegyüttes
- Vértesszőlős Őstelep

Lásd még: Komárom-Esztergom vármegye turisztikai látnivalóinak listája

### Fejér vármegye
- Csókakő vára

Lásd még: Fejér vármegye turisztikai látnivalóinak listája

### Veszprém vármegye
Veszprém
- Gizella-kápolna
- Kittenberger Kálmán Növény- és Vadaspark
- Szent István völgyhíd
- Szent Mihály-székesegyház
- Tűztorony

Balaton-felvidék
- Sümegi vár
- Kinizsi-vár
- Somlói vár

Bakony
- Várpalotai vár, Magyar Vegyészeti Múzeum
- Cseszneki vár
- Római Fürdő, Bakonynána
- Devecseri vár
- Cuha-völgyi vasútvonal

Lásd még: Veszprém vármegye turisztikai látnivalóinak listája

## Nyugat-Dunántúl(HU22)

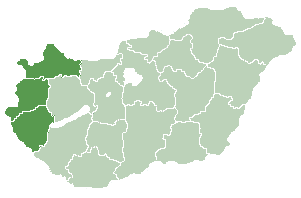
Nyugat-Dunántúl

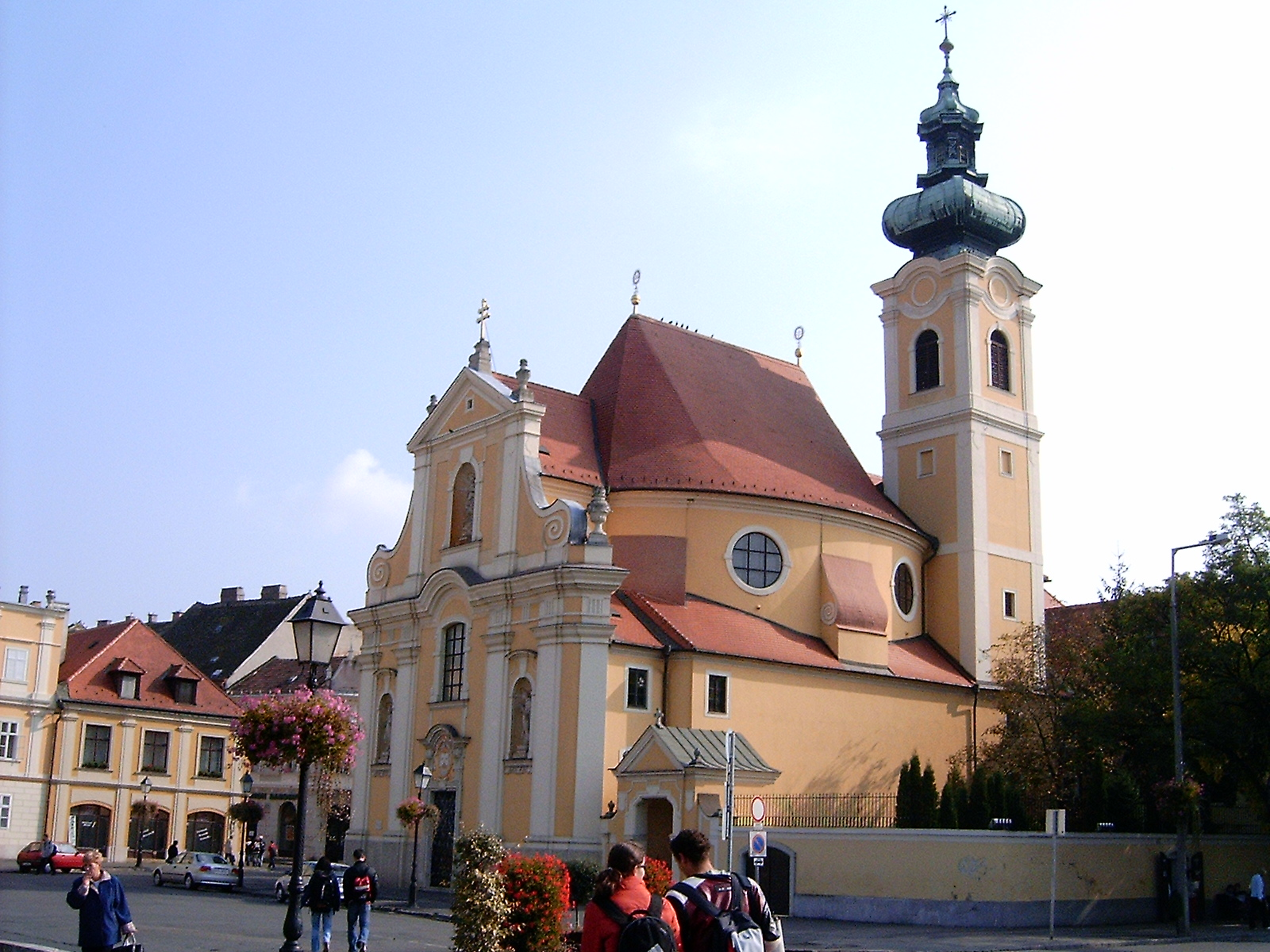
A győri karmelita templom

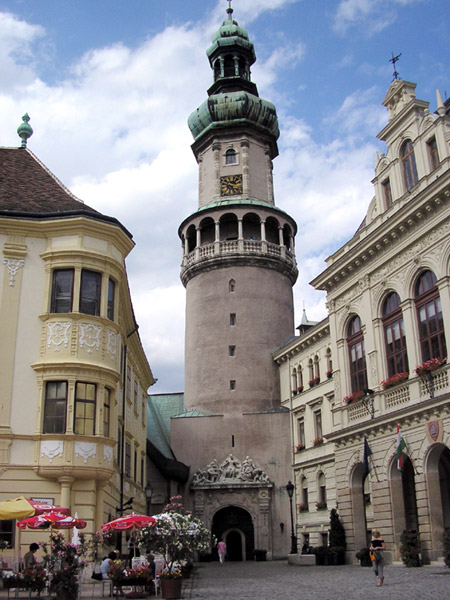
A soproni Tűztorony

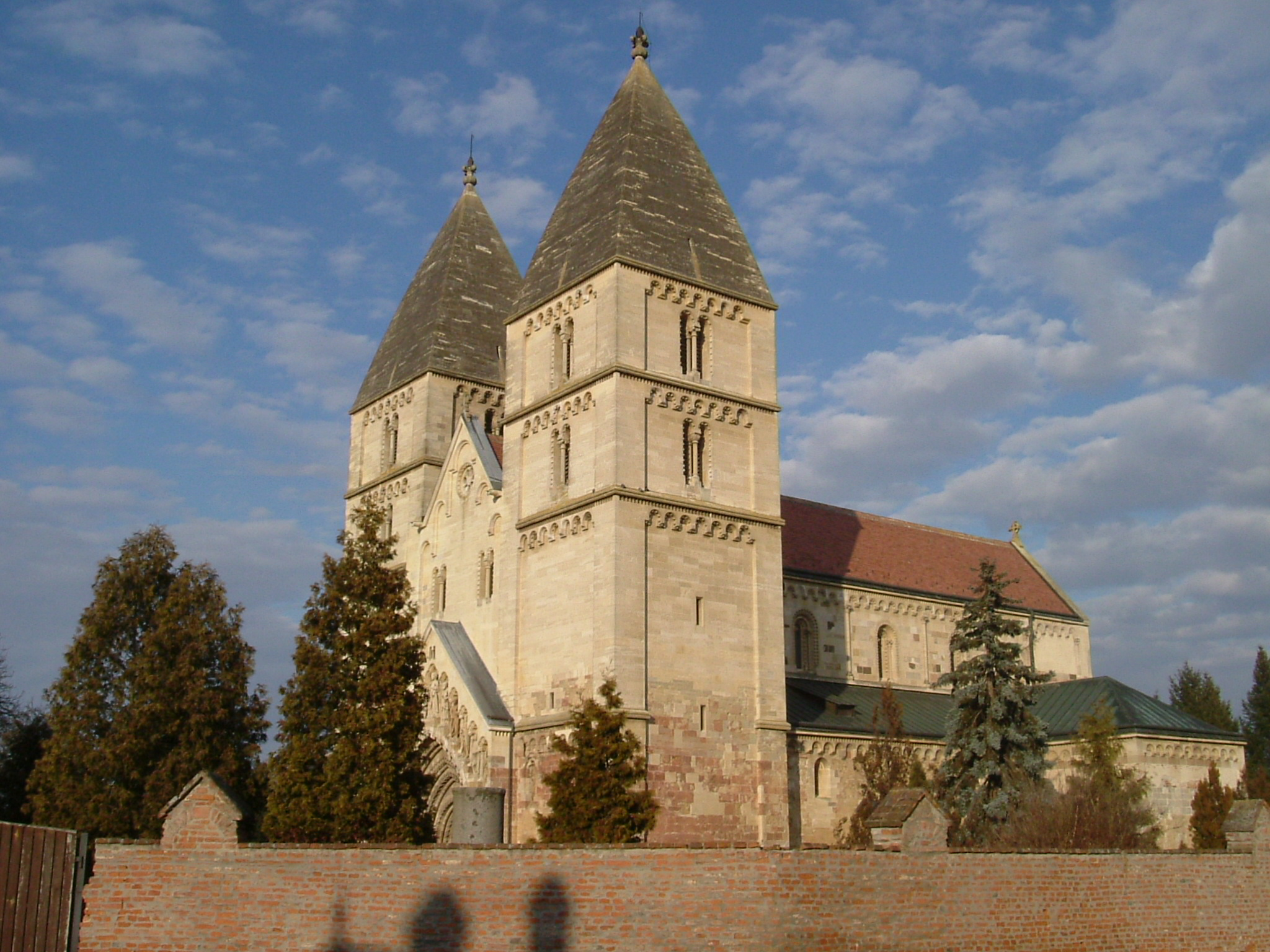
A jáki templom

### Győr-Moson-Sopron vármegye
Győr
- Történelmi belváros
  - Püspökvár
  - Győri bazilika
  - Széchenyi tér, Király utca, Kazinczy utca, Liszt Ferenc utca, Rákóczi utca, Apáca utca (középkori, reneszánsz és barokk lakóházak, paloták)
  - Loyolai Szent Ignác bencés templom
  - Bécsi kapu tér (a karmelita templom és barokk paloták)
  - Győri városháza
- Evangélikus öregtemplom
- Zsinagóga
- Xántus János Állatkert
- Lásd még: Győr látnivalói

Sopron és környéke
- Tűztorony
- Soproni vár
- Hubertus kilátó
- Fertő tó
- Nagycenki Széchenyi Múzeumvasút
- Fertődi Esterházy-kastély

Mosonmagyaróvár és környéke
- Mosonmagyaróvári vár
- Lébényi templom

Pannonhalma
- Pannonhalmi Bencés Főapátság

Lásd még: Győr-Moson-Sopron vármegye turisztikai látnivalóinak listája

### Vas vármegye
Szombathely és környéke
- Sarlós Boldogasszony-székesegyház
- Jáki templom

Sárvár és környéke
- Nádasdy-vár

Kemeneshát
- Ság hegy

Kőszeg és környéke
- Jurisics-vár
- Írott-kő
- Hétforrás

Lásd még: Vas vármegye turisztikai látnivalóinak listája

### Zala vármegye
Keszthely és környéke
- Hévízi-tó

Lásd még: Zala vármegye turisztikai látnivalóinak listája

## Dél-Dunántúl(HU23)

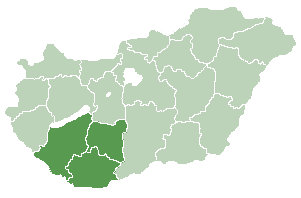
Dél-Dunántúl

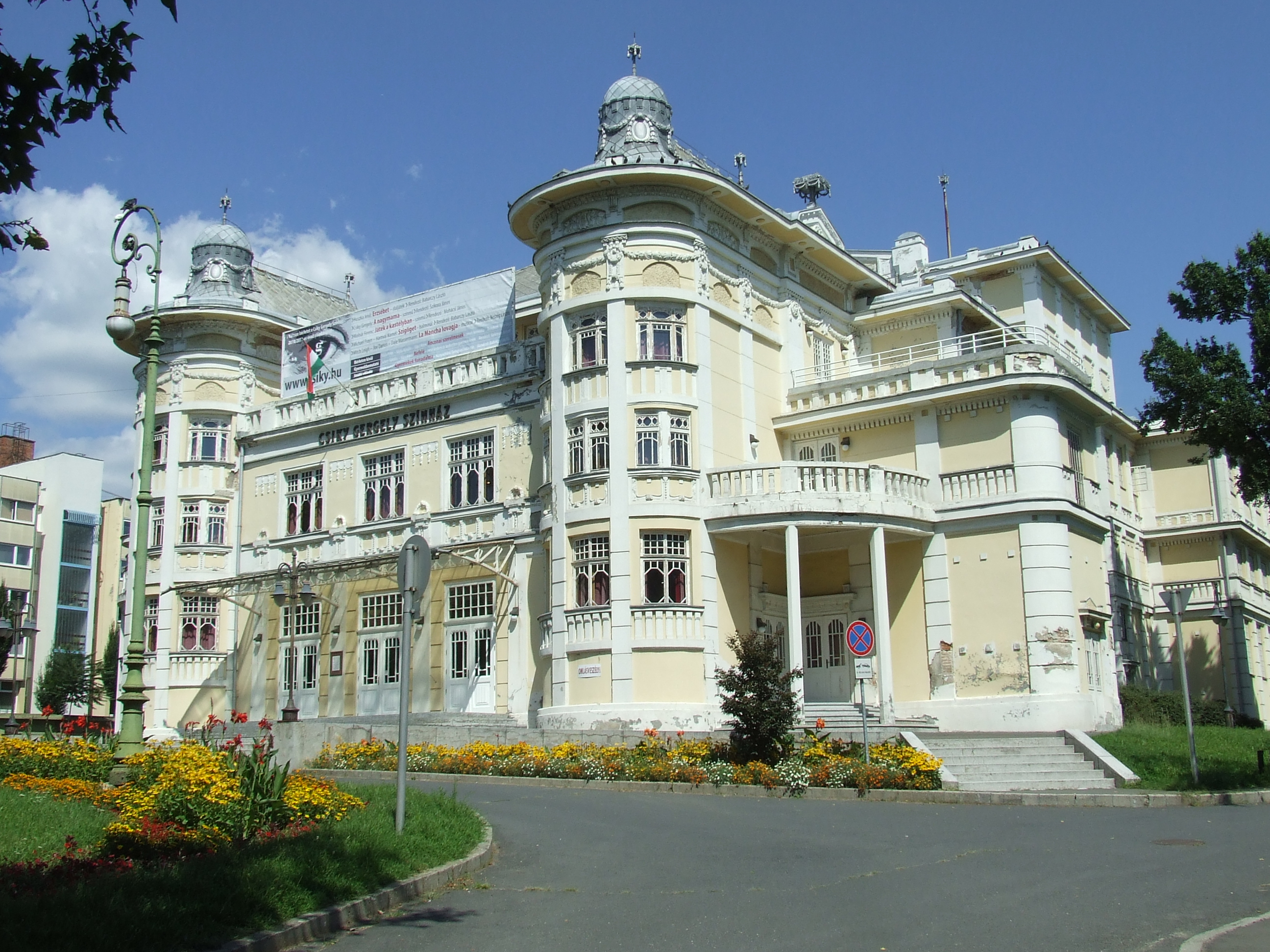
Csiky Gergely Színház, Kaposvár

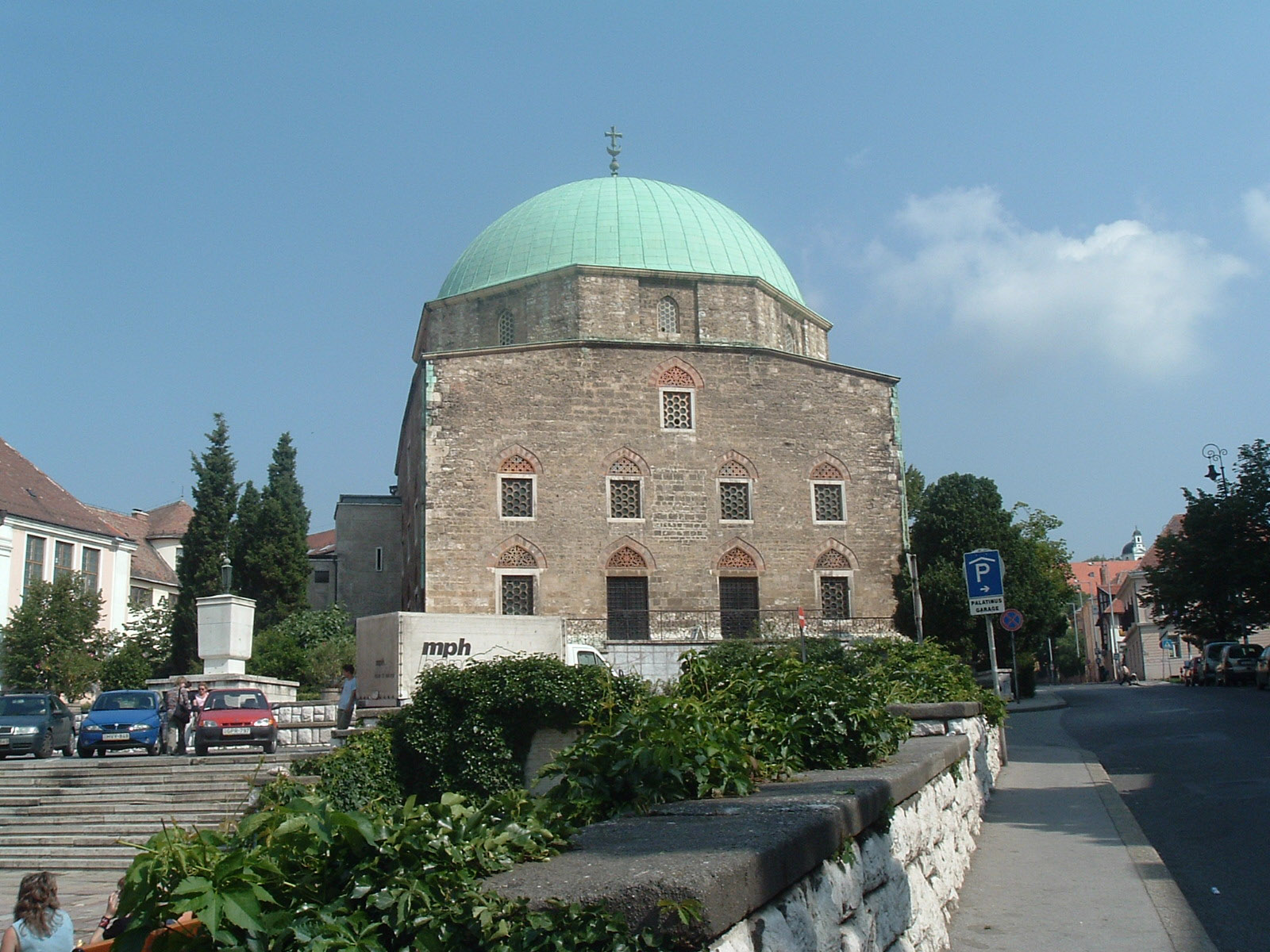
Gázi Kászim pasa dzsámija, Pécs

### Tolna vármegye
- Simontornyai vár
- Csonka-torony (Dunaföldvár)

Lásd még: Tolna vármegye turisztikai látnivalóinak listája

### Somogy vármegye
Kaposvár
- Történelmi városközpont
  - Csiky Gergely Színház
  - Dorottya-ház
  - Dorottya üzletház
  - Nagyboldogasszony-székesegyház
  - Rippl-Rónai Múzeum
  - Vármegyeháza
  - Városháza
  - Kossuth tér
- Rippl-Rónai-villa
- Kaposszentjakabi bencés apátság

Fonyód és környéke
- Csillagvár

Somogyvámos
- Krisna-völgy

Lásd még: Somogy vármegye turisztikai látnivalóinak listája

### Baranya vármegye
Pécs
- Gázi Kászim pasa dzsámija
- Jakováli Hasszán dzsámija
- Pécsi zsinagóga
- Pécsi vár
- Szerelmesek lakatjai

Siklós és környéke
- Siklósi vár

Szigetvár és környéke
- Szigetvári vár

Lásd még: Baranya vármegye turisztikai látnivalóinak listája

## Észak-Magyarország(HU31)

### Borsod-Abaúj-Zemplén vármegye
Aggtelek és környéke

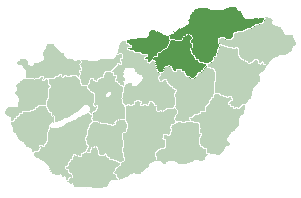
Észak-Magyarország

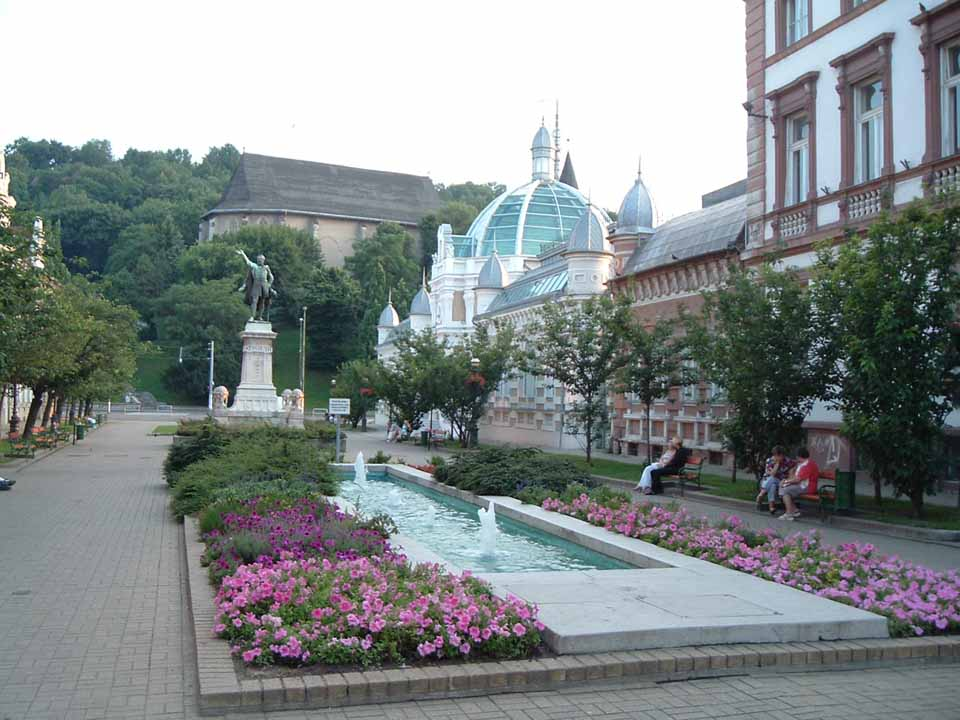
A miskolci Erzsébet tér az Avasi templommal

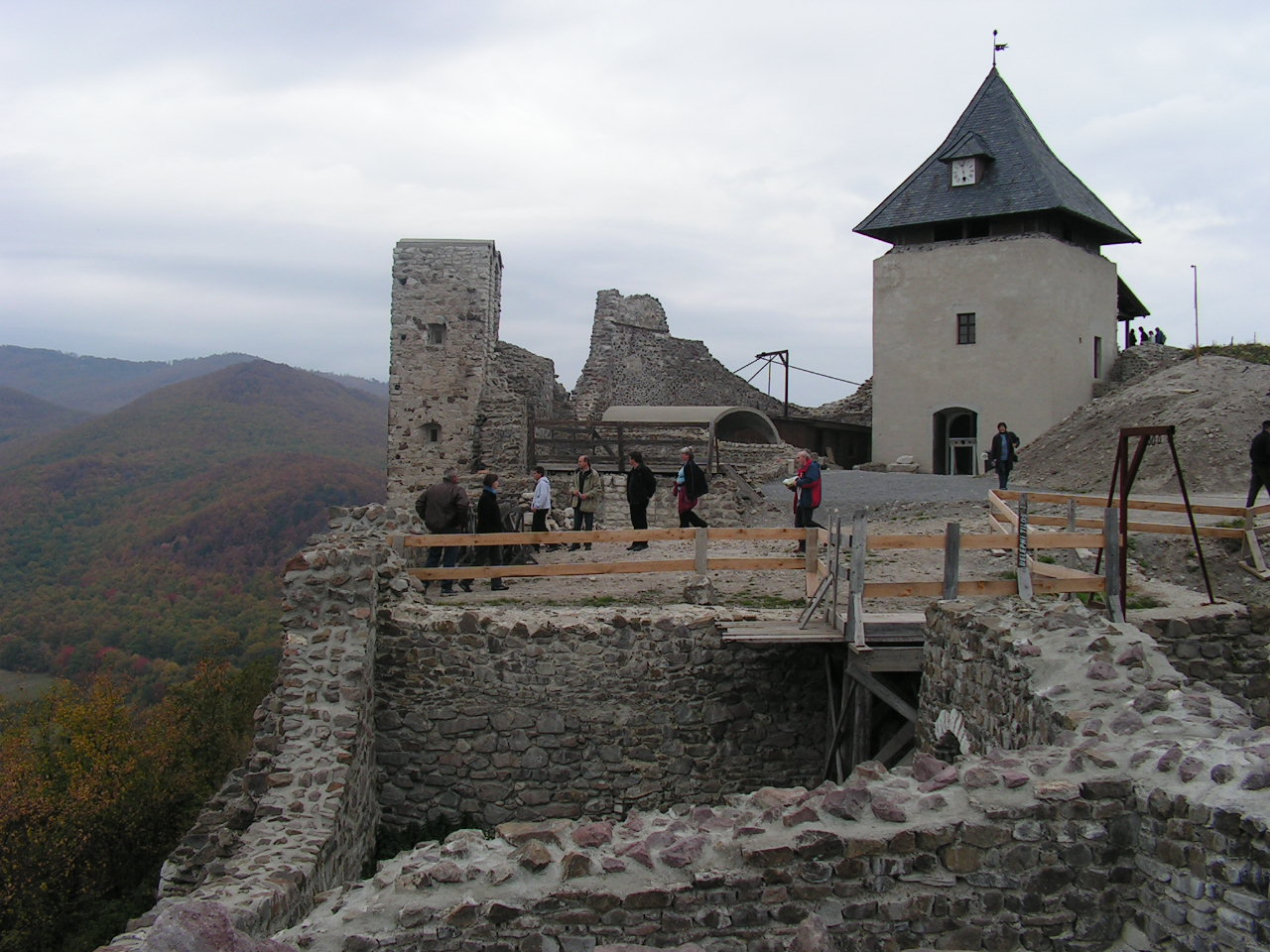
A füzéri vár

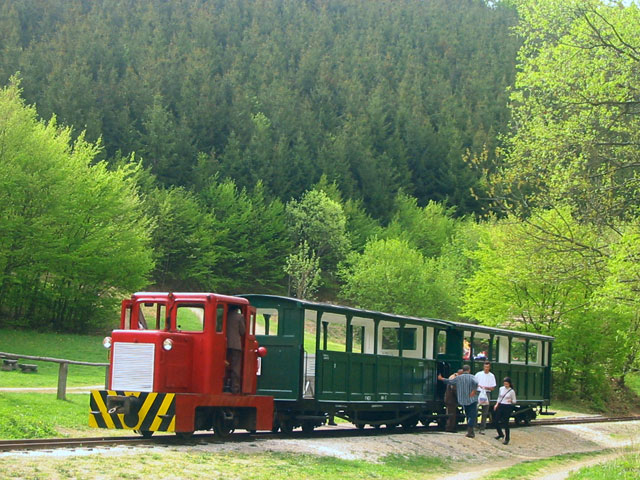
Felsőtárkányi Állami Erdei Vasút

- Szögliget – Szádvár vármaradvány, Derenk falu romjai
- Szádvár

Miskolc és környéke
- Belváros
  - Avasi templom
  - Deszkatemplom
  - Herman Ottó Múzeum és Pannon-tenger Múzeum
  - Kós-ház
  - Mindszenti templom
  - Nemzeti Színház; Színháztörténeti és Színészmúzeum
  - Népkert
  - Postakürt Galéria
  - Ortodox templom és múzeum
  - Szinva terasz
  - Zsinagóga
- Diósgyőr és környéke
  - Diósgyőri vár
  - Miskolc Városi Vadaspark
- Lillafüred és környéke
  - Anna-barlang
  - Szent István-barlang
  - Hámori-tó és a vízesés
  - Lillafüredi kisvasút
  - Kohászati Múzeum
  - Újmassai őskohó és Massa Múzeum
- Miskolctapolca
  - Barlangfürdő

Sárospatak
- Rákóczi-vár

Tokaj-Hegyalja
- Mádi zsinagóga

Zempléni-hegység
- Füzéri vár
- Regéci várrom
- Gönc – Amadé-vár, Kolostorrom

Lásd még: Borsod-Abaúj-Zemplén vármegye turisztikai látnivalóinak listája

### Heves vármegye
Bükk
- Szalajka-völgy
- Szilvásváradi Erdei Vasút
- Fátyol-vízesés
- Felsőtárkányi Állami Erdei Vasút

Eger és környéke
- Egri vár
- Eszterházy Károly Főiskola (Líceum)
- Kisnánai vár
- Siroki vár

Mátra
- Kékestető
- Mátrafüred – Kozmáry-kilátó, Sástó
- Ilona-völgyi-vízesés
- Kanázsvár romvára
- Mátravasút

Lásd még: Heves vármegye turisztikai látnivalóinak listája

### Nógrád vármegye
- Somoskői vár
- Drégely vára
- Nógrádi vár
- Hollókői vár
- Salgó vára

Lásd még: Nógrád vármegye turisztikai látnivalóinak listája

## Észak-Alföld(HU32)

### Jász-Nagykun-Szolnok vármegye

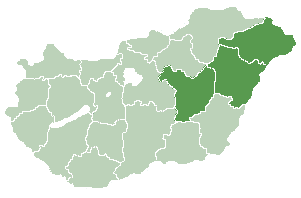
Észak-Alföld

Lásd: Jász-Nagykun-Szolnok vármegye turisztikai látnivalóinak listája

### Hajdú-Bihar vármegye
Debrecen és környéke
- Debreceni Református Nagytemplom
- Hortobágy (a világörökség része)

Lásd még: Hajdú-Bihar vármegye turisztikai látnivalóinak listája

### Szabolcs-Szatmár-Bereg vármegye
Nyíregyháza és környéke
- Nyíregyházi Állatpark
- Nyírvidéki Kisvasút
- Sóstógyógyfürdő

Kisvárda és környéke
- Kisvárdai vár

Lásd még: Szabolcs-Szatmár-Bereg vármegye turisztikai látnivalóinak listája

## Dél-Alföld(HU33)

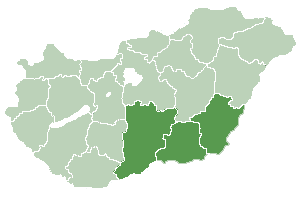
Dél-Alföld

### Bács-Kiskun vármegye
Kecskemét
- Városháza
- Cifrapalota

Lásd még: Bács-Kiskun vármegye turisztikai látnivalóinak listája

### Békés vármegye
Gyula
- Gyulai vár

Orosháza
- Gyopárosfürdő

Nagyszénás
- Kiss György Csillagda

Lásd még: Békés vármegye turisztikai látnivalóinak listája

### Csongrád-Csanád vármegye
Szeged és környéke
- Dömötör-torony
- Ferences templom
- Ópusztaszer – Nemzeti Történeti Emlékpark
- Madárkert - madár és kisállat park

Lásd még: Csongrád-Csanád vármegye turisztikai látnivalóinak listája

## Turisztikai programok
Fertőrákosi Kirándulás